# Gréville-Hague

Gréville-Hague este o comună în departamentul Manche, Franța. În 1 ianuarie 2018 avea o populație de 700 de locuitori.

## Personalități născute aici
- Jean-François Millet (1814 - 1875), pictor.